# Jordpiggsvin
Jordpiggsvin (Hystricidae) är en familj i ordningen gnagare med långa, grova taggar på ryggen. Familjen omfattar elva arter i fyra släkten, och utgör tillsammans med trädpiggsvinen och några andra grupper, underordningen piggsvinsartade gnagare.

## Kännetecken
Kroppslängden varierar mellan de jämförelsevis små kvastpiggsvin som är 37 till 47 centimeter långa och arten vanligt piggsvin (Hystrix cristata) som når 60 till 83 centimeters längd. Vikten ligger mellan 1,5 och 3,5 kg för de förstnämnda samt mellan 13 och 27 kg för vanligt piggsvin.
Som alla gnagare har de kraftigt utvecklade framtänder och saknar hörntänder. Tandformeln är I 1/1 C 0/0 P 1/1 M 3/3.
Det breda huvudet är utrustad med små ögon och små öron. Vid framtassen är tummen förminskad men vid baktassen är alla fem tår bra utvecklade.
Den mjuka pälsen har allmänt en brun till svartaktig färg. På grund av vita band på taggarna ser de flesta exemplar ljusare ut. På framtänderna finns inga rännor och äldre individer mister sina premolarer.

## Taggarna

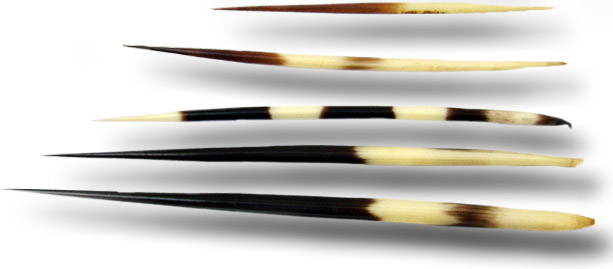
Taggar från jordpiggsvin

Jordpiggsvin har de längsta taggarna i klassen däggdjur. Taggarna är egentligen omvandlade hår. Jordpiggsvinens päls består av många olika sorters hår. Det finns mjuka ullhår, elastiska och stela borstar samt runda långa taggar. De största av dessa når en längd av 40 centimeter och en diameter av 7 millimeter. Tidigare påstods att jordpiggsvin skjuter med sina taggar men så är inte fallet. Däremot används taggarna när jordpiggsvinet försvarar sig och de är tillräckligt skarpa för att orsaka sår. När piggsvinet känner sig hotat kan det resa taggarna och anfalla genom att rusa baklänges mot hotet. Vissa studier visar på att piggsvinets taggar kan vara giftiga och därmed orsaka irriterade sår.

## Utbredning och habitat
Arterna i familjen förekommer i tropiska och subtropiska delar av Afrika och Asien. Det är omstritt om dessa populationer som finns i södra Europa uppkom naturlig eller med människans hjälp. Idag förekommer de där huvudsakligen i Umbrien och södra Toscana kring Siena. De flesta arterna finns däremot i Sydostasien.
Jordpiggsvin lever i flera olika habitat, bland annat i halvöknar, grässtäpper, savanner och tropiska regnskogar.

## Levnadssätt
Som namnet antyder vistas dessa djur på marken. Några arter skapar tunnelsystem och andra gömmer sig i bergssprickor eller i bon av andra djur. De är aktiva på natten och äter olika växtämnen som gräs, frukt, bark, unga växtskott och rötter.
Ibland äter jordpiggsvin kadaver eller de gnager på ben. Troligen täcker de så sitt behov av kalcium.
Beroende par art är individerna ensamlevande eller de bildar mindre flockar. Honan är 90 till 120 dagar dräktig och ungen diar sin mor cirka fyra månader. Könsmognaden infaller efter ungefär ett år. Några exemplar av sydafrikanskt piggsvin levde i fångenskap 20 år.

## Systematik
Familjen delas vanligen i två underfamiljer men denna indelning är omstridd. Även antalet släkten varierar beroende på taxonomi mellan tre och fyra:
- Underfamilj Hystricinae
  - Egentliga piggsvin (Hystrix)
    - Indonesiska piggsvin (Thecurus), släkte eller undersläkte beroende på avhandling
- Underfamilj Atherurinae
  - Kvastpiggsvin (Atherurus)
  - Långsvansat piggsvin (Trichys), en art